# Viasat Nature
 (транскр.  Вајасат нејчер) претплатнички je телевизијски канал у власништву скандинавске медијске компаније Allente. Канал је фокусиран на животиње и њихове власнике, класичне дивље животиње, хитну помоћ и спашавање животиња, свет природе и паркове и уточишта. Вајасат нејчер је 24-часовни канал који емитује програм у средњој и источној Европи, Русији и Заједници независних држава.

## Историја
Канал води порекло од TV6, шведског женског канала који је покренут 1994. године. Канал је 1998. промењен у пан-нордијски претплатнички канал који приказује документарне филмове о природи од 18 часова до 21 час (TV6 Nature World), а затим акциони филмови и серије од 21 час до поноћи (TV6 Action World). Године 2002. канал је преименован и постао је Вајасат нејчер.
Viasat Nature ко−продуцира и набавља садржај од међународних дистрибутера и продуцентских кућа.
Од 2012. године, Viasat Nature заједно са сестринским каналима Viasat Explore и Viasat History се емитују у ХД формату заједно са СД фидом на Viasat сателитској платформи.
Неке од емисија које се приказују су Рад у опсасним условима, Јоркширски ветеринар, Улични ветеринар, Заједница мерката: успон династије, Кинеско тајно краљевство мајмуна, Спашавање дивљег света у Малавију, Гигантске животиње, Високи и ниски: природни екстреми, Успон сисара, Спашавање дивљине и многе друге.